# Dicranomyia (Glochina) sordidipennis
Dicranomyia (Glochina) sordidipennis is een tweevleugelige uit de familie steltmuggen (Limoniidae). De soort komt voor in het Palearctisch gebied.